# 셸리 윈터스
셸리 윈터스(Shelley Winters, 1920년 8월 18일 ~ 2006년 1월 14일)는 미국의 배우이다.

## 출연 작품
- 젊은이의 양지